# Godfrey Makumbi
Godfrey Makumbi (* 15. Dezember 1962 in Nansana; † 31. Mai 2015 in Kampala) war ein anglikanischer Bischof in Uganda. Er war von 2011 bis zu seinem Tod im Mai 2015 Bischof der Diözese West-Buganda der Kirchenprovinz Uganda der Anglikanischen Gemeinschaft.
Makumbi studierte an der Makerere-Universität und der University of Southampton. Er war sowohl als Lehrer als auch als Priester tätig.